# Вся королевская рать (фильм, 1949)
«Вся королевская рать» (англ. All the King's Men) — драма 1949 года режиссёра Роберта Россена по одноимённому роману Роберта Пенна Уоррена. 3 премии «Оскар» (1950).

## Сюжет
История Вилли Старка, сделавшего политическую карьеру вплоть до кресла губернатора штата. Вилли постепенно расстаётся со своими идеалистическими убеждениями, опускаясь на дно коррупции и лжи. Другая сюжетная линия фильма — романтические отношения Вилли Старка и женщины из его политического окружения.

## В ролях
| Актёр                | Роль                              |
| -------------------- | --------------------------------- |
| Бродерик Кроуфорд    | Вилли Старк                       |
| Джон Айрленд         | Джек Бёрден                       |
| Джоан Дрю            | Энн Стэнтон                       |
| Джон Дерек           | Том Старк                         |
| Мерседес Маккэмбридж | Сэди Бёрк                         |
| Шепперд Страдвик     | Адам Стэнтон                      |
| Ральф Дамке          | Крошка Дафи                       |
| Энн Сеймур           | миссис Люси Старк                 |
| Кэтрин Уоррен        | миссис Бёрден                     |
| Рэймонд Гринлиф      | судья Монти Стэнтон               |
| Уолтер Бёрк          | Рафинад                           |
| Уилл Райт            | Дольф Пилсбери                    |
| Грэндон Родс         | Флойд Макэвой                     |
| Роберт Карнс         | законодатель (в титрах не указан) |

## Награды
- Премия Оскар (1950)
  - Лучший фильм
  - Лучшая мужская роль (Бродерик Кроуфорд)
  - Лучшая женская роль второго плана (Мерседес МакКэмбридж)
- Номинации на премию Оскар
  - Лучший актёр второго плана (Джон Айрленд), лучшая работа режиссёра, лучший монтаж, лучший сценарий
- Премия Золотой Глобус (1950)
  - Лучший фильм
  - Лучший режиссёр
  - Лучшая мужская роль (Бродерик Круфорд)
  - Лучшая женская роль второго плана (Мерседес МакКэмбридж)
  - Самый многообещающий дебют в женской роли (Мерседес МакКэмбридж)
- Номинация на Золотой Глобус (1950)
  - Лучшая лучшая работа оператора (чёрно-белый фильм), лучшая музыка
- Премия ассоциации кинокритиков Нью-Йорка (1949)
  - Лучшая картина
  - Лучший актёр (Бродерик Круфорд)
- фильм вошёл в основной конкурсный показ Венецианского кинофестиваля (1950)